# Inhumans
Els Inhumans és una espècie fictícia d'éssers superpoderosos que apareixen en còmics nord-americans publicats per Marvel Comics. També és el títol de diverses sèries protagonitzades per aquests. Les sèries de còmics generalment s'ha centrat més específicament en les aventures de la família reial dels Inhumans i moltes persones associen el nom "Inhumans" amb aquest particular equip de superherois.
Els Inhumans van aparèixer per primera vegada a Fantastic Four #45 (data de portada desembre de 1965), tot i que dos d'ells, Medusa i Gorgon, van aparèixer en anteriors números d'aquesta sèrie (#36 i #44, respectivament). La seva llar, la ciutat d'Attilan, es va esmentar per primera vegada anys abans, en una història de Tuk the Caveboy escrita i dibuixada per Jack Kirby que va aparèixer a Captain America Comics #1 (març de 1941). La ciutat va ser descrita com la llar d'una raça que va ser avançada evolutivament quan els éssers humans encara eren a l'edat de pedra.
La Família Reial Inhumana s'ha adaptat a nombroses sèries d'animació i videojocs de Marvel al llarg dels anys. Els personatges Inhumans es van introduir en acció en directe a la segona temporada de Marvel's Agents of SHIELD, mentre que la Família Reial Inhumana apareixen a la sèrie de televisió Inhumans, que es va estrenar el 2017. Aquest últim espectacle va rebre males crítiques i va durar només una temporada. Una proposta d'adaptació cinematogràfica de gran pressupost havia estat anunciada el 2014 pels estudis Marvel, però el projecte es va anar devaluant fins a convertir-se en sèrie de baix pressupost.

## Historial de publicacions
Els Inhumans van aparèixer per primera vegada amb aquest nom a Fantastic Four #45 publicat el 9 de setembre de 1965 (amb data de portada desembre de 1965). Van protagoniszar un serial secundari a Thor # 146 (novembre de 1967) a #152 (maig de 1968) que contenia la seva primera història d'origen extensa. El primer serial principal que van protagonitzar va aparèixer a Amazing Adventures #1 (agost de 1970) fins al 10 (gener de 1972), els primers sis números dels quals van ser escrits i llapis pel seu co-creador Jack Kirby. Els personatges van rebre la seva pròpia sèrie amb el seu nom a l'octubre de 1975, que va tenir 12 números i va acabar l'agost de 1977. Tot el número 9, el número 9 va ser escrit per Doug Moench, que ha afirmat que estava fascinat per l'aspecte parabòlic dels Inhumans. La sèrie va acabar a Captain Marvel #53 (novembre de 1977) publicat després del final de la sèrie.
Els Inhumans no van tenir sèrie pròpia durant bona part de la dècada de 1980, només protagonitzant la seva pròpia novel·la gràfica el 1988, escrita per Ann Nocenti i il·lustrada per Bret Blevins. Nocenti va donar-los continuïtat fent que els Inhumans Karnak i Gorgon apareguessin com membres del repartiment de Daredevil des del número # 272 (novembre de 1989) fins al número 283 (agost de 1990).
Una sèrie limitada dels Inhumans de Paul Jenkins i Jae Lee es va presentar per 12 números entre novembre de 1998 i octubre de 1999. La sèrie, que va utilitzar els Inhumans com a al·legoria social dels Estats Units, va guanyar el premi Eisner a la millor sèrie nova i va establir als Inhumans com a personatges viables de venda de còmics. El 2000 es va publicar una sèrie limitada de quatre números dels escriptors Carlos Pacheco i Rafael Marín i l'artista José Ladrönn. El quart volum (2003-2004, 12 números) es va centrar en gran part en nous personatges de la societat dels inhumans.
El 2007, els Inhumans van protagonitzar la sèrie limitada Silent War per l'escriptor David Hine, i l'artista Frazer Irving.
Després dels esdeveniments en la Secret Invasion, els Inhumans van formar part de la història War of Kings, amb Black Bolt convertit en rei dels Kree, enfrontat contra el mutant Vulcan, que dirigia el Shi'ar.
L'esdeveniment de 2013, Infinity, va comportar canvis importants en l'estat quo del grup, amb molts nous Inhumans o "NuHumans" que van aparèixer com a resultat de la detonació de la Bomba Terrigen. L'escriptor Charles Soule es va convertir en l'escriptor principal de la franquícia Inhuman, començant per la sèrie Inhuman, que va tenir 14 números entre l'abril del 2014 – juny del 2015. La NuHuman Kamala Khan també es va convertir en la protagonitsta del seu propi títol, Ms. Marvel vol. 3. Després de l'esdeveniment Secret Wars, la franquícia es va expandir a dos títols en curs, Uncanny Inhumans, que va tenir 20 números del 2015-2017, i All-New Inhumans, de 11 números. Hi ha hagut dos títols spin-off amb Karnak publicats el 2015 de sis números escrits per Warren Ellis i dibuixats per Gerardo Zaffino i Roland Boschi i Black Bolt de 12 números del 2017-2018 escrits per Saladin Ahmed i dibuixat per Christian Ward. El 2017, Marvel va anunciar dues sèries que involucraven la família reial Inhumana, Royals escrita per Al Ewing dibuixada per Kevin Libranda, però que va ser cancel·lada després de 10 números, i una minisèrie de cinc números titulada Inhumans: Once & Future Kings escrita per Christopher Priest i dibuixada per Phil Noto que explorava els orígens de la família reial.
El juliol de 2018, Marvel va publicar una nova minisèrie de cinc números titulada Death of the Inhumans escrita per Donny Cates i dibuixada per Ariel Olivetti.

## Biografia de l'espècie de ficció
Al començament de la guerra Kree-Skrull, fa milions d'anys en temps de la Terra, els alien Kree van establir una estació al planeta Urà, una posició estratègica entre els imperis Kree i Skrull. A través del seu treball en aquesta estació, van descobrir que la vida sensible a la Terra propera tenia un potencial genètic invertit en ella pels Celestials alienígenes. Intrigats, el Kree va començar a experimentar amb la llavors primitiva raça dels Homo sapiens de la Terra per produir la raça Inhuman genèticament avançada. El seu objectiu era aparentment doble: investigar possibles maneres d'evitar el propi estancament evolutiu i crear una poderosa raça mutant de soldats per utilitzar-los contra els Skrulls. Tot i que els seus experiments van tenir èxit creant una soca d'humanitat amb habilitats extraordinàries, els Kree van abandonar el seu experiment perquè una profecia genètica havia predit que els experiments acabarien provocant una anomalia que destruiria el Kree Supreme Intelligence.
Els seus subjectes de prova, els Inhumans, van continuar formant una societat pròpia, que va prosperar aïllada de la resta de la humanitat i va desenvolupar una tecnologia avançada. Els experiments amb la mutagènica Terrigen Mist (procés conegut com a Terrigenesis) els van donar diversos poders, però van causar danys i deformitats genètiques duradores. Això va provocar un programa de cria selectiva a llarg termini per intentar mitigar els efectes d'aquestes mutacions.
La societat i la cultura d'Attilan es basen en un sistema de creences conformistes que permet la individualitat ja que s'aplica al desenvolupament genètic i a la capacitat física i mental, però exigeix una conformitat rígida, ja que a cada membre de la societat se li assigna un lloc dins d'aquesta societat segons aquestes habilitats després de l'exposició a la boira de Terrigen. Un cop assignat, cap Inhum, per molt gran que sigui o potent, pot canviar el seu lloc dins d'aquest sistema rígid de castes. Tanmateix, com a excepció, un membre de la família reial, Crystal, es va casar fora de la raça inhumana amb el mutant Quicksilver.
Els inhumans són dirigits pel seu rei, Black Bolt, i la seva família reial, formada per Medusa, Karnak, Gorgon, Triton, Crystal, Maximus the Mad i el ca Lockjaw. Tant Crystal com Medusa han estat membres dels Quatre Fantastics; Crystal també ha estat membre dels Venjadors.
Black Bolt ha guiat els inhumans per alguns dels moments més turbulents de la seva història, incloent diversos intents de Maximus per usurpar el tron, revoltes de la classe obrera (amb la seva emancipació eventual), atacs de renegats humans, el segrest de Medusa, la destrucció i reconstrucció d'Attilan i la revelació de l'existència dels Inhumans a la humanitat.
El seu paper com a rei dels inhumans ha estat tumultuós. La primera gran crisi es va produir quan ell i Medusa van concebre un fill. Medusa va tenir el nen en desconfiar del Consell Genètic, que va considerar que la línia de sang de Black Bolt era massa perillosa per continuar-la. El Consell va portar, però, el nen a examinar i va prohibir el contacte parental. Medusa va escapar a la Terra amb membres de la família reial només per ser assetjada per Maximus. Black Bolt estava dividit entre el seu amor a la família i el seu deure de respectar el Consell Genètic i va ser només quan es va revelar que el Consell estava fent servir el seu fill en un complot contra ell que finalment s'hi va enfrontar. Amb això, va renunciar a la corona com a rei dels Inhumans. Durant un temps, van viure lluny d'Attilan, però van tornar en temps de necessitat.
La societat inhumana va canviar radicalment quan Ronan the Accuser va intentar utilitzar els inhumanos com a exèrcit per alterar el control Shi'ar sobre els Kree després de la seva derrota a la guerra Kree-Shi'ar. Apareixent a la ciutat d'Attilan, Ronan va agafar el control en un atac sorpresa i va obligar els inhumans i el seu rei, Black Bolt, a obeir-lo, o bé destruiria la seva única llar i tothom que hi havia. També va exiliar Maximus i els Alpha Primitives a la Zona Negativa. Durant el seu temps en la servitud forçada, Ronan va revelar que els Inhumans sempre havien estat destinats com a armes al servei del Kree. Amb aquesta finalitat, bona part dels atributs genètics que es van codificar durant els experiments originals tenien com a objectiu donar-los les habilitats i aparences de diverses races alienígenes, pensant que aquests esclaus Inhumans podrien utilitzar-se per infiltrar-se en mons i races alienes, espionatge o assassinats per debilitar possibles conquestes. Ronan va utilitzar els Inhumans per llançar atacs sobre vaixells i bases, interrompent un tractat entre els xiïtes i Spartax i va manipular el Black Bolt per intentar assassinar l'emperadriu Lilandra.
Black Bolt va intentar alliberar el seu poble desafiant a Ronan a una batalla personal. Si Ronan guanyava, els inhumans seguirien al seu servei. Si el rei guanyava, els inhumans serien lliures. Després d'una terrible batalla, Black Bolt va guanyar i Ronan, demostrant que el Kree encara tenia honor, va mantenir la seva paraula i va deixar els Inhumans. Tot no s'acabava, ja que els Inhumans no estaven disposats a seguir el Black Bolt de tornada a la Terra. S'havia pressionat la societat tancada d'Attilan des que s'havia fet un contacte obert amb el món exterior. Durant el seu esclavatge per Ronan, els Inhumans havien desitjat la seva llibertat, però havien desenvolupat un sentiment d'orgull en el seu poder i una creença en el seu propi destí. Ja no creien que el Bolt Negre o la Família Reial fossin aptes per conduir-los en la nova vida que volien i van exiliar la Família Reial d'Attilan. La Família Reial va tornar a la Terra per trobar el seu destí. La família reial va tornar a Attilan, situada a l'Àrea Blava de la Lluna. Els inhumans van intentar fomentar millors relacions amb la Terra enviant estudiants a la Universitat de Wisconsin.
A la sèrie Son of M, Quicksilver va robar els cristalls Terrigen per intentar recuperar els seus poders i guarir els mutants que havien perduts els poder el Dia M. El robatori va provocar un conflicte a Genosha entre els mutants novament amb poders (els quals els tornaven massa poderosos per al seu propi bé, provocant la seva rendició eventual), els Inhumans i l'oficina d'emergència nacional dels Estats Units. El conflicte va acabar amb Nacions Unides confiscant els cristalls, un acte que va incitar a Black Bolt a declarar verbalment la guerra als Estats Units.
El gener del 2007, va començar la minisèrie Silent War, amb Gorgon llançant una primer atac a Nova York. Tot i que els inhumans aconsegueixen recuperar els cristalls, l'episodi acaba amb Maximus de nou prenent el control d'Attilan.
A New Avengers: Illuminati es va revelar que Black Bolt havia estat substituït per un impostor Skrull, en un període posterior a Silent War, però anterior a World War Hulk. L'impostor es va revelar als Illuminati i va ser assassinat. Tant la sobtada ruptura entre Medusa i Black Bolt aparent a Silent War com la derrota posterior de Black Bolt a les mans de Hulk a World War Hulk es podria atribuir a aquest desenvolupament, ja que no és segur quan Black Bolt havia estat substituït per l'Skrull.
Escrita per l'escriptor d'Herois Joe Pokaski, aquesta història aprofundeix en com la Família Reial Inhumana tracta la notícia que el Black Bolt havia estat substituït per un impostor Skrull. Els Skrulls ataquen Attilan mentre que Black Bolt es revela com un pres dels Skrulls, que pretenen utilitzar la seva veu com a arma de destrucció massiva. La Família Reial Inhumana derrota a diversos soldats Skrull i agafa una nau Skrull per portar la guerra als Skrulls i salvar Black Bolt. Amb una mica d'ajuda dels Kree, rescaten a Black Bolt i tornen a Attilan.
Al preludi de War of Kings, decidint que ja no seran usats i maltractats per altres races, els Inhumans prenen accions dràstiques per assegurar la seva supervivència com a raça. Per a això, activen una sèrie de màquines llargament latents sota la ciutat d'Attilan, transformant-la en una gegantina nau estel·lar, impulsada per la veu de Black Bolt. Alliberat-se del seu lloc de descans a la Lluna, Attilan entra a l'hiperespai i rastreja les restes de l'armada Skrull, erradicant-la completament. Quan Attilan entra a l'espai Shi'ar, crida l'atenció de tres vaixells de guerra shi'ar, que ordenen que marxin o obriran foc. També són destruïts sense pietat.
Attilan arriba al planeta Hala, destruint l'escut protector que vetlla pel seu imperi debilitat i entra al propi planeta. La Família Reial s'enfronta a Ronan, que actua com a rei. Va admetre que sentia que només estava ocupant el lloc del governant per al seu veritable rei, Black Bolt, però Black Bolt va declinar el seient del rei.
A Realm of Kings, després que la T-Bomb assassinés Black Bolt, el lideratge recau en la reina Medusa. La Família Reial Inhumana lluita per mantenir la seva adherència a l'Imperi Kree. La revolta dels Alfa Primitives, Maximus intenta prendre el tron i l'aristocràcia Kree es revolta, erosionant el govern dels Inhumans.
De tornada a la Terra, els Quatre Fantàstics es troben amb un grup interestel·lar d'inhumans format a partir dels Centaureus, els Dire Wraiths, els Kymellians i els Badoon. Aquests nous inhumans revelen que els Kree van experimentar en altres races interestel·lars, a part dels humans, i van utilitzar mètodes diferents de boira de Terrigen. Els inhumans universals resultants es van agrupar i van viatjar a la Terra a la recerca de Black Bolt, que creien que lideraria els seus col·lectius en una eventual tornada a la terra. Quan Black Bolt va tornar, els Inhumans universals van arribar a la lluna de la Terra, on es va revelar una profecia que girava entorn d'un rei de mitjanit que s'aixeca del Programa dels Inhumans i que posava fi als Kree. És aquesta profecia la que va suposar el superordinador orgànic la Supreme Intelligence durant les etapes inicials del programa que va conduir a la seva cancel·lació. Aquest va ordenar a l'Accuser Huran l'assassinat de l'oficial de ciències Von-Warr i el biòleg armat Ry-Noor, els científics responsables del programa, i va convocar el Cos d'Accusers per netejar els experiments de tots els mons que havien sembrat. No obstant això, la intel·ligència suprema no va descarregar el paquet de dades complet dels científics, i cinc races de futurs "Inhumans" van escapar de la matança: els Badoon, els Centaurians, els Dire Wraiths, els Kymellians i els primers humans. Junts van a la Terra per derrotar els quatre Reeds del Consell Interdimensional.
Mentrestant, la ressuscitada Supreme Intelligence va ordenar als Kree llençar un atac per destruir la Terra i els Inhumans per intentar evitar que es produís la profecia genètica. Van ser repel·lits, amb els inhumans en persecució.
Durant els esdeveniments d'Infinity, Thanos i les seves forces ataquen Attilan i s'ofereixen a perdonar la ciutat a canvi d'un tribut: la mort de tots els Inhumans d'entre 16 i 22 anys. Black Bolt suposa que l'oferta és un ardit per amagar el fet que Thanos desitja en realitat la mort de Thane, una jove mig inhumana que havia engendrat anys abans. Maximus va fer que Eldrac transportés els inhumans restants a diferents indrets per evitar que matessin Thanos. La recerca de Thane acaba revelant que des de fa anys existeixen tribus secretes d'Inhumans a la Terra aparellades amb la seva població, produint diversos humans aparentment normals que posseeixen gens inhumanos dorments. En resposta a l'amenaça de Thanos, Black Bolt i Maximus evacuen Attilan abans de destruir-lo com a mostra de desafiament. La destrucció de la ciutat activa la Bomba Terrigenisis, una creació de Maximus, que difon la boira de Terrigen arreu del món i activa habilitats especials dins de nombrosos humans que no saben que eren descendents inhumans.
Més endavant es va revelar que hi havia una altra ciutat d'Inhumans anomenada Orollan en algun lloc de Groenlàndia. Lash és d'Orollan i planeja reclutar els descendents Inhumans per treballar per a ell. A mesura que passen els mesos, Medusa també comença a reunir els descendents dels Inhumans (anomenats NuHumans per molts), i revela l'existència dels Inhumans al món. Attilan es reconstrueix de les seves restes al riu Hudson, en una ciutat anomenada Nou Attilan, que serveix com a nació independent que acull tots els inhumans i està oberta a qualsevol que desitgi visitar-la.
El Núvol de Terrigen arrasa Ohio on transforma dues estudiants de la Universitat d'Ohio que es diuen Ulysses Cain i Michelle en Inhumans. Mentre que Michelle es converteix en una bèstia de pell vermella amb ales i cua, Ulisses apareix amb el mateix aspecte, però amb la capacitat de fer prediccions del futur. Iron Man es va infiltrar després a New Attilan per endur-se Ulises després de lluitar contra Medusa, Crystal i Karnak portant als Inhumans a la Torre Stark per reclamar Ulisses, el que condueix als Venjadors, als Ultimates i a S.H.I.E.L.D. a implicar-se.
Ulisses té una visió d'ell mateix en el terreny desèrtic d'un futur desconegut i es troba amb Old Man Logan. Wolverine diu a Ulisses que els Inhumans han abandonat el planeta perquè Iron Man l'ha empès massa lluny. Quan la visió s'acaba, Ulisses adverteix Medusa. Aquesta adverteix els altres herois de la visió d'Ulisses i intenten en va aturar la lluita entre aquests encapçalada per Captain Marvel i Iron Man amb posicions antagòniques. Després que Captain Marvel doni un cop aparentment fatal a Iron Man, Ulisses té múltiples visions de possibles futurs. A Ulisses se li acosta Eternity i es col·loca al seu costat com a nova entitat còsmica.
Beast treballa amb la inhumana Iso per trobar la manera de contrarestar el núvol de Terrigen. Quan el núvol amenaça de convertir la Terra inhòspita per als mutants, Emma Frost, Magneto i Storm fan plans per destruir-lo. La Bèstia es dirigeix a Attilan per parlar amb la Família Reial, només perquè Emma Frost segueixi endavant amb l'atac. Els X-Men treuen la major part de la família reial i els deixen atrapats al Limb. Després d'escoltar Iso sobre per què els X-Men volen destruir el núvol de Terrigen, Medusa és qui el destrueix el núvol de Terrigen. Medusa abdica del tron i deixa totes les funcions de lideratge a Iso, sabent que la seva gent no entendrà per què va destruir el darrer núvol Terrigen. Lliure de la càrregues de ser una reina, Medusa es reuneix amb alegria amb Black Bolt a la Quiet Room (sala silenciosa).
Els Kree inicien una campanya d'assassinats per obligar Black Bolt a unir-se al seu imperi. Aquest ultimàtum provoca la mort de milers d'Inhumans amb les paraules "Join or Die" (Unir-se o morir) esculpida als seus cossos, cosa que obliga a Black Bolt a convocar les quatre reines de les tribus Universal Inhuman per respondre a aquesta amenaça, però un botxí inhumà anomenat Vox, un superhome creat pels Kree, comença la seva cruenta plaga per tot el lloc. Quan Black Bolt i la seva família reial arriben al lloc de trobada, descobreixen els cossos d'Oola Udonta, Aladi Ko Eke, Onomi Whitemane i Deessa Ovoe, amb les mateixes tres paraules escrites a la sang en una pancarta penjada sobre els seus cadàvers i, finalment, s'adonen que han caigut en una trampa quan descobreixen que un dels inhumans morts estava cablejat amb un explosiu. Tot i que la majoria del grup de Black Bolt sobreviu, gràcies a Lockjaw, Triton no té tanta sort i mor en l'explosió. Black Bolt llavors envia Lockjaw a New Arctilan per recuperar al seu germà Maximus. Sense saber-ho, Vox i els seus homes ja havien arribat a New Arctilan i havien començat a assassinar tots els inhumans que hi trobaven, vells o nous, incloent Maximus i Lockjaw. Karnak és enviat als Kree per transmetre un missatge de Black Bolt. El comandant Kree explica com van enviar a Ronan com líder dels Kree després que Hala fos posada en runes per Mister Knife i havien començat a forjar una nova vida. Quan se li demana que s'agenolli, Karnak no ho fa. En canvi, fa tot el possible per defensar Vox només perquè el Superhome sigui sotmès a Karnak. Quan arriba Black Bolt, camina per les sales de la base de Kree dient els noms de tot els inhumans caiguts, convertint-lo en un cant sobre la mort. Black Bolt s'enfronta a Vox que utilitza a Karnak com escut. Black Bolt assenyala Karnak perquè Vox el prengui enlloc seu. Aparentment, Vox accepta el canvi ja que es teleporta darrere de Black Bolt, però davant els ulls de Karnak, Vox talla la gola de Black Bolt. Els Kree prenen Black Bolt com presoner i reparen el dany causat a la seva gola sense utilitzar cap sedant o anestèsia, el que els porta a creure que el gran poder de Black Bolt desapareix quan no crida i, per tant, la profecia sobre el rei de mitjanit ja no és una amenaça per als Kree. Tanmateix, mentre és transportat, es descobreix que encara té la seva veu, però feble. Després de matar diversos Kree, Black Bolt assegura una arma de foc i troba a Ronan viu, convertit en un cyborg. Per encàrrec de Ronan, Black Bolt el mata per pietat tot xiuxiuejant-li "You are forgiven" (Estàs perdonat). En un altre lloc, Medusa i els membres de la família real inhumana supervivents recluten Beta Ray Bill en la seva lluita contra Vox i els Kree. La Família Reial Inhumana finalment porta la batalla als Kree i arriba just a temps per salvar Black Bolt de Vox. Gràcies a la interferència de Beta Ray Bill, la Família Reial Inhumana és capaç de vèncer i matar a Vox, però no abans que aparentment pugui matar a Crystal. Ben aviat s'adonen que Vox era en realitat Maximus disfressat arribant a la conclusió que el Superhome no és una persona sino un programa i també es revela que el poder de veu que tothom assumeix que vaporitza els seus objectius en realitat només els teletransporta. Després de l'aparent mort de Crystal, ella ha estat transportada a un lloc desconegut on experimenten els científics de Kree en les víctimes inhumanes que suposadament van ser assassinades. Si bé no es veu Lockjaw, Triton sembla estar en algun tipus de tanc d'estasi al costat de Naja, Sterilon entre altres Inhumans. Crystal ara està condemnada a ser el proper Vox. Karnak li explica a Black Bolt sobre Vox i afirma que no podran rescatar tots els Inhumans. Amb el seu llenguatge de signes, Black Bolt es dirigeix als altres dient-los que ha comès errors en el passat i demana disculpes. Després de mantenir un moment de silenci, Black Bolt ordena a Gorgon que es doni la volta. El vaixell Inhumà topa amb la base dels Kree. Vox prem un botó per alliberar els Inhumans que controla. Quan Gorgon i Beta Ray Bill s'enfronten als soldats de Kree, Black Bolt, Medusa i Karnak arriben al laboratori on troben a Inhumans controlats per Vox com Crystal i Lockjaw. Entrant per una porta, Black Bolt senyala "I love you. I'm sorry" (T'estimo. Ho sento) abans de xiuxiuejar perquè corrin. A mesura que Medusa i Karnak lluiten contra Crystal i Lockjaw, Black Bolt s'enfronta a altres Inhumans controlats per Vox com Triton. Amb el poc que queda del seu poder, Black Bolt destrueix els motors encarregats de transmetre el programa Vox, matant a tots els Inhumans que hi havia i destruint els plans dels Kree. Gorgon i Beta Ray Bill arriben afirmant que els Kree han fugit i veuen a Crystal i Lockjaw encara vius, havent estat alliberats del control Vox quan es van destruir els motors. Black Bolt surt de la sala quan Medusa ordena que Lockjaw els tregui de la base Kree. Quan Crystal pregunta on han d'anar, Black Bolt utilitza el llenguatge de signes per dir "Home" (casa). Lockjaw després els teletransporta. Beta Ray Bill confirma més tard que la família reial eren els últims dels inhumans, tot i que encara hi ha alguns Nuhumans actius a la Terra.

## Edicions recopilatòries

### Trade paperbacks
| Títol                                      | Material recopilat | Data de publicació | ISBN              |
| ------------------------------------------ | --- | ------------------ | ----------------- |
| The Origin of the Inhumans                 | Fantastic Four (1961) #36, 38, 41-47, 62-65 and material from #48, 50, 51, 52, 54-61, Fantastic Four Annual (1963) #5, Thor (1966) #146-152 and Not Brand Echh (1967) #6                                                             | Octubre 2013       | 0-7851-8497-X     |
| Inhumans: Beware the Inhumans              | Marvel Super-Heroes (1967) #15; Incredible Hulk Annual (1968) #1; Fantastic Four (1961) #81-83, 99; Amazing Adventures (1970) #1-10; Avengers (1963) #95 and material from Fantastic Four (1961) #95, 105; Not Brand Echh (1967) #12 | Gener 2018         | 978-1302910815    |
| Inhumans                                   | Inhumans vol. 2 #1–12 | Agost 2000         | 0-7851-0753-3     |
| Fantastic Four/Inhumans                    | Inhumans vol. 3 #1–4; Fantastic Four vol. 3 #51–54 | Juliol 2007        | 0-7851-2703-8     |
| Inhumans: Culture Shock                    | Inhumans vol. 4 #1–6 (digest size) | Març 2005          | 0-7851-1755-5     |
| Young Inhumans                             | Inhumans vol. 4 #1–12 | Setembre 2008      | 0-7851-3382-8     |
| Decimation: Son of M                       | Son of M #1–6 | Setembre 2006      | 0-7851-1970-1     |
| Silent War                                 | Silent War #1–6 | Octubre 2007       | 0-7851-2425-X     |
| Secret Invasion: Inhumans                  | Secret Invasion: Inhumans #1–4; Thor #146–147 | Març 2009          | 0-7851-3248-1     |
| War of Kings: Road to War of Kings         | Secret Invasion: War of Kings; War of Kings Saga; X-Men: Divided We Stand #2; X-Men: Kingbreaker #1–4 | Maig 2009          | 0-7851-3967-2     |
| War of Kings                               | War of Kings #1–6 | Novembre 2009      | 0-7851-3542-1     |
| Realm of Kings                             | Realm of Kings one-shot, Realm of Kings: Inhumans #1-5, Realm of Kings: Son of Hulk #1-4, and Realm of Kings: Imperial Guard #1-5 | Agost 2010         | 0-7851-4809-4     |
| Inhumans: By Right of Birth                | Marvel Graphic Novel: The Inhumans; Inhumans: The Untold Saga | Novembre 2013      | 0-7851-8504-6     |
| Fantastic Four/Inhumans: Atlantis Rising   | Namor the Sub-Mariner #60-62, Fantastic Four: Atlantis Rising #1-2, Fantastic Force (1994) #8-9, Fantastic Four (1961) #401-402, Fantastic Four Unlimited #11                                                                        | Gener 2014         | 978-0-7851-8548-2 |
| Inhuman Vol. 1: Genesis                    | Inhuman #1-6 | Decembre 2014      | 978-0785185772    |
| Inhuman Vol. 2: Axis                       | Inhuman #7-11 | Maig 2015          | 978-0785187806    |
| Inhuman Vol. 3: Lineage                    | Inhuman #12-14, Inhuman Annual #1 | Agost 2015         | 978-0785198048    |
| Battleworld - Inhumans: Attilan Rising     | Inhumans: Attilan Rising #1-5 | Febrer 2016        | 978-0785198758    |
| Uncanny Inhumans Volume 1: Time Crush      | Uncanny Inhumans #0–4; FCBD 2015: Inhumans Story | Abril 2016         | 978-0785197065    |
| Uncanny Inhumans Volume 2: The Quiet Room  | Uncanny Inhumans #5-9 | Agost 2016         | 978-0785197072    |
| Uncanny Inhumans Volume 3: Civil War II    | Uncanny Inhumans #11-13 | Novembre 2016      | 978-0785199915    |
| Uncanny Inhumans Vol. 4: IvX               | Uncanny Inhumans #15-20 | Juny 2017          | 978-1302903121    |
| All-New Inhumans Volume 1: Global Outreach | All-New Inhumans #1-4, All-New, All-Different Point One #1 (només la història dels Inhumans) | Maig 2016          | 978-0785196389    |
| All-New Inhumans Volume 2: Skyspears       | All-New Inhumans #5-9 | Novembre 2016      | 978-0785196396    |
| Royals Vol. 1: Beyond Inhuman              | Royals #1-5, Inhumans Prime #1 | Octubre 2017       | 978-1302906948    |
| Royals Vol. 2: Judgment Day                | Royals #6-12 | Febrer 2018        | 978-1302906955    |
| Inhumans: Once and Future Kings            | Inhumans: Once and Future Kings #1-5 | Febrer 2018        | 978-1302909406    |
| Death of the Inhumans                      | Death of the Inhumans #1-5 | Gener 2019         | 978-1302913007    |

### Hardcovers
| Títol                               | Material recopilat | Data de publicació | ISBN              |
| ----------------------------------- | --- | ------------------ | ----------------- |
| Marvel Masterworks: Inhumans Vol. 1 | Thor #146–152; Amazing Adventures #1–10; Avengers #95; Marvel Super-Heroes #15 | Octubre 2009       | 978-0-7851-4141-9 |
| Marvel Masterworks: Inhumans Vol. 2 | Inhumans vol. 1 #1–12; Captain Marvel #52–53; Fantastic Four Annual #12; Marvel Fanfare #14; What If? #29–30; Thor Annual #12 | Abril 2010         | 978-0-7851-4151-8 |
| Inhumans by Paul Jenkins & Jae Lee  | Inhumans vol. 2 #1-12 | Setembre 2013      | 978-0785184744    |
| Inhumanity                          | Avengers Assemble #21-25; Inhumanity #1-2; Uncanny X-Men #15; Indestructible Hulk #17-20; New Avengers #13; Iron Man #20.INH; Inhumanity: The Awakening #1-2; Avengers A.I. #7; Mighty Avengers #4-5; Inhumanity: Superior Spider-Man #1 | Juny 2014          | 978-0785184744    |

## Premis
El 1999, Inhumans vol. 2 va guanyar el premi Eisner a la millor sèrie nova.

## Altres versions

### Televisió
- Els Inhumans són introduïts al Marvel Cinematic Universe a la segona temporada de Marvel's Agents of S.H.I.E.L.D. amb més intensitat a la tercera temporada. Aquesta va ser la primera adaptació en acció en directe dels inhumans, però encara no incloïa a cap membre de la Família Reial Inhumana. Els experiments dels Kree amb els Inhumans es remunten als dies de la civilització maia quan un caçador maia va ser convertit en Hive.
  - Els Alpha Primitives també van estar presentats en la tercera temporada del programa, però se'ls anomena símplemente "Primitives" (primitius). Són el resultat d'experiments fallits per convertir els humans en inhumans mitjançant una combinació de patògens de cristalls Terrigen, la sang de Daisy Johnson i un Kree Reaper i el propi organisme paràsit de Hive. Això va començar amb Holden Radcliffe fent servir el patogen dels cinc membres dels Watchdogs que tenien presos.
- Una sèrie de televisió en acció de vuit episodis, titulada Marvel's Inhumans, estrenada a ABC, després que es projectessin els primers dos episodis a teatres IMAX a partir de l'1 de setembre de 2017 durant dues setmanes.[38][39][40] IMAX també és un soci financer per Inhumans, i aquesta va ser la primera vegada que una sèrie de televisió es va estrenar a IMAX. La sèrie es va centrar en Black Bolt i altres membres de la família reial (Medusa, Maximus, Karnak, Gorgon, Crystal, Triton i Auran),[38][41] i no estava pensada com una reelaboració de la pel·lícula planificada de Marvel Studios, ni com una sèrie derivada dels Agents of S.H.I.E.L.D.,[38] tot i que una entrevista posterior de Jeph Loeb va desmentir que no hi hagués relació amb els plans de la pel·lícula.[42] Scott Buck va actuar com a showrunner i productor executiu de la sèrie.[43] La sèrie va ser criticada tant pels fans com pels crítics i va ser cancel·lada després d'una sola temporada.[44]
- Els Inhumans apareixen a episodis de les sèries d'animació The New Fantastic Four (1978), Fantastic Four (1994), Hulk and the Agents of S.M.A.S.H. (2013-2015), Ultimate Spider-Man (2012-2017), Guardians of the Galaxy (2015-2019) i Avengers Assemble (2013-2019)

### Pel·lícules
- Un informe comercial del març de 2011 va dir que Marvel Entertainment estava desenvolupant una pel·lícula dels Inhumans.[45][46] El novembre de 2012, Stan Lee va informar que la pel·lícula estava developant-se.[47] L'agost de 2014, es va informar que Marvel avançava amb el desenvolupament d'una pel·lícula Inhumans, amb un guió escrit per Joe Robert Cole.[48] L'octubre de 2014, Marvel Studios va confirmar Inhumans, amb data de llançament el 2 de novembre de 2018.[49] Vin Diesel va ser contractat pel paper de Black Bolt poc després que es va anunciar la pel·lícula. La data es va traslladar després al 12 de juliol de 2019.[50] A l'octubre de 2015, Cole ja no estava involucrat en la pel·lícula i els possibles esborranys que pogués haver escrit no serien utilitzats.[51] A l'abril de 2016, la pel·lícula es va treure del calendari de llançament del Marvel del 2019 per motius desconeguts, tot i que no es considerava cancel·lada.[52] El juliol de 2016, el productor Kevin Feige va dir que Inhumans seria "sens dubte" una part de la discussió sobre les idees cinematogràfiques per al 2020 i el 2021, i va afegir al novembre següent que encara era optimista que la pel·lícula es pogués llançar dintre de la Fase Quatre.[53]
- Un DVD de còmics en moviment de Marvel Animation es va publicar el 23 d'abril de 2013 basat en els Inhumans de Paul Jenkins i Jae Lee. vol. 2 # 1–12[54]